# Ščitovke
Ščitovke (znanstveno ime Pluteus) so rod gliv iz družine ščitark (Pluteaceae). Latinska beseda "pluteus" ima različne pomene povezane z vojaškimi zaščitnimi strukturami in v tem primeru pomeni ščit zaradi oblike klobuka.

## Značilnosti
Ščitovke so gniloživke na odmrlem lesu z rožnatimi trosi in lističi, ki niso pritrjeni na bet.
- Rastejo kot gniloživke na lesu ali lesnih ostankih.
- Trosni prah je globoko rožnat in lističem zrelih gob daje rožnat odtenek.
- Lističi so prosti in niso pritrjeni na bet.
- Na betu nimajo volve ali obročka.
- Trosi so gladki in jajčaste oblike.
- Mikroskopsko imajo pogosto obilne, izrazite cistide.

Od podobnih rodov, ki imajo ravno tako rožnate trose, kot so nožničarke (Volvariella) in nožničarji (Volvopluteus) se loči po odsotnosti volve. Od rdečelistk (Entoloma) pa po rasti na lesu in po temu, da imajo slednje oglate trose.
Nekatere ščitovke ob dotiku pomodrijo in vsebujejo psilocibin. Od teh sta v Sloveniji bili najdeni dve vrsti: vrbova ščitovka (Pluteus salicinus) in polstena ščitovka (Pluteus villosus).

## Seznam ščitovk Slovenije[6]
- črnoroba ščitovka (Pluteus atromarginatus)
- prelestna ščitovka (Pluteus aurantiorugosus)
- zoprna ščitovka (Pluteus brunneoradiatus)
- jelenova ščitovka (Pluteus cervinus)
- datljeva ščitovka (Pluteus chrysophacus)
- gladkokožna ščitovka (Pluteus cinereofuscus)
- razpokana ščitovka (Pluteus diettrichii)
- žametasta ščitovka (Pluteus ephebeus)
- drobcena ščitovka (Pluteus exiguus)
- poprhnjena ščitovka (Pluteus godeyi)
- čopasta ščitovka (Pluteus hispidulus)
- belkasta ščitovka (Pluteus inquilinus)
- varljiva ščitovka (Pluteus insidiosus)
- rumena ščitovka (Pluteus leoninus)
- rjavoroba ščitovka (Pluteus luctuosus)
- žoltoroba ščitovka (Pluteus luteomarginatus)
- pritlikava ščitovka (Pluteus nanus)
- bela ščitovka (Pluteus pellitus)
- klobukasta ščitovka (Pluteus petasatus)
- žilnata ščitovka (Pluteus phlebophorus)
- zrničasta ščitovka (Pluteus plautus)
- luskobetna ščitovka (Pluteus podospileus)
- Pouzarjeva ščitovka (Pluteus pouzarianus)
- črnomekinasta ščitovka (Pluteus pseudorobertii)
- Romellova ščitovka (Pluteus romellii)
- rožnobetna ščitovka (Pluteus roseipes)
- vrbova ščitovka (Pluteus salicinus)
- čebulasta ščitovka (Pluteus semibulbosus)
- Thomsonova ščitovka (Pluteus thomsonii)
- temna ščitovka (Pluteus umbrosus)
- polstena ščitovka (Pluteus villosus)